# Общая минерализация
Общая минерализация — показатель количества содержащихся в воде растворённых веществ (неорганические соли, органические вещества). Также этот показатель называют содержанием твёрдых веществ или общим солесодержанием. Растворённые газы при вычислении общей минерализации не учитываются.
В англоязычном мире минерализацию также называют «общим количеством растворённых частиц» — Total Dissolved Solids (TDS).
Наибольший вклад в общую минерализацию воды вносят распространённые неорганические соли (бикарбонаты, хлориды и сульфаты кальция, магния, калия и натрия), а также небольшое количество органических веществ.

## Единицы измерения
Обычно минерализацию подсчитывают в миллиграммах на литр (мг/л, мг/дм3) или в единицах СИ, в килограммах на кубический метр (кг/м3).
Также уровень минерализации может выражаться в миллионных долях — parts per million (ppm). Соотношение между единицами измерения в мг/л и ppm почти равное.

## Классификация
В зависимости от общей минерализации воды делятся на следующие виды:
- слабоминерализованные (1-2 г/л),
- малой минерализации (2-5 г/л),
- средней минерализации (5-15 г/л),
- высокой минерализации (15-30 г/л),
- рассольные минеральные воды (35-150 г/л)
- крепкорассольные воды (150 г/л и выше).